# Sentenza di morte
Sentenza di morte è un film del 1968, diretto da Mario Lanfranchi.

## Trama
Cash, un giovane pistolero, vuole vendicare la morte del fratello ucciso durante una rapina da quattro uomini.